# Al-'Aziz bi-llah
Abū Manṣūr Nizār al-ʿAzīz bi-llāh (Arabo أبو منصور نزار العزيز بالله; Mahdia, 10 maggio 955 – Il Cairo, 13 ottobre 996) è stato il 5º Imām della dinastia fatimide.

## Biografia
Poiché ʿAbd Allāh, l'erede al trono, era morto nel 974, prima del padre al-Mu'izz li-Din Allah (953-975), suo fratello Abū Manṣūr Nizār - figlio di Taghrīd, una Umm walad che al-Muʿizz aveva sposato in Ifriqiya - salì sul trono il 18 dicembre 975, grazie al sostegno di Jawhar al-Siqilli. Sotto al-ʿAzīz, l'Imamato fatimide si attestò in Palestina e in Siria (dal 977/978). Mecca e Medina riconobbero in quello stesso periodo la sovranità dei Fatimidi.

## Il governo di al-ʿAzīz
Il regno di al-ʿAzīz fu innanzi tutto significativo per il rafforzamento del potere fatimide in Egitto e Siria, di recente conquista. Nel 975 le sue forze assunsero il controllo di Baniyās, nel tentativo di piegare l'insurrezione anti-fatimide del sunnita Muḥammad b. Aḥmad al-Nāblusī e dei suoi seguaci. La tribù beduina dei B. Ṭayyiʾ fu sconfitta in Palestina nel 982 e sbaragliata definitivamente a Damasco nel 983. Verso la fine del suo regno, al-ʿAzīz cercò di estendere i suoi domini alla Siria settentrionale, provando a sbarazzarsi degli Hamdanidi di Aleppo. Il fatto però che essi fossero sotto la protezione dell'Impero bizantino non comportò quanto sperato dall'Imam e la situazione non divenne favorevole ai Fatimidi fino all'Imamato di al-Ḥākim bi-amr Allāh (996-1021).
Un altro fenomeno degno di nota fu il reclutamento nelle forze militari fatimidi di Turchi (o mamelucchi), guerrieri non meno capaci dei Berberi (che erano stati l'usbergo della dinastia fin dai suoi primissimi esordi) che provocheranno però problemi gravissimi all'Imamato, non troppo diversi da quelli sopportati dagli Abbasidi dopo il califfato di al-Wāthiq bi-llāh.
Grazie all'espansione della burocrazia (in cui numerosi ebrei e cristiani rivestirono funzioni di grande importanza) furono gettate le basi per l'immenso potere dei successivi Imam/Califfi. La sua nomina di un governatore (Walī) ebreo per la Siria/Palestina provocò accentuati malumori nella comunità musulmana, che chiese che gli ebrei fossero esclusi dai posti di maggior rilievo. Come risultato, al-ʿAzīz ordinò che fossero impiegati più musulmani tra i funzionari statali, a spese dell'assai capace elemento ebraico e cristiano.
L'economia pubblica egiziana ne risentì e le tasse di conseguenza crebbero, dando impulso a formidabili pieni d'intervento edilizio e urbanistico commissionati dalla dinastia al potere.
Il regno di al-ʿAzīz fu significativo anche sotto il profilo culturale. Il suo capace vizir Yaʿqūb b. Killis (979-991) curò il completamento della Moschea-Università di al-Azhar al Cairo (988), destinata nei secoli a venire a diventare il principale punto di formazione del pensiero islamico sunnita. Del pari fu dato ordine di costruire una Biblioteca che ospitò circa 200.000 volumi.
Secondo alcuni studi, durante il suo regno, agenti propagandisti (dāʿī) fatimidi raggiunsero la lontanissima Cina per operarvi commercialmente e, possibilmente, per convertirvi le locali popolazioni.
Al-ʿAzīz morì il 13 ottobre 996 e suo figlio, ancora piccolo e sotto tutela di un Reggente, al-Ḥākim bi-amr Allah (996-1021) gli succedette sul trono.